# Liste der Mitglieder der American Academy of Arts and Sciences/1883
Im Jahr 1883 wählte die American Academy of Arts and Sciences 19 Personen zu ihren Mitgliedern.

## Neugewählte Mitglieder
- Matthew Arnold (1822–1888)
- Seth Carlo Chandler (1846–1913)
- George Basil Dixwell (1814–1885)
- Walter Faxon (1848–1920)
- Edwin Herbert Hall (1855–1938)
- Atticus Greene Haygood (1839–1896)
- Charles Hermite (1822–1901)
- Silas Whitcomb Holman (1856–1900)
- Thomas Henry Huxley (1825–1895)
- William White Jacques (1855–1932)
- Leonard Parker Kinnicutt (1854–1911)
- Samuel Pierpont Langley (1834–1906)
- Charles Frederic Mabery (1850–1927)
- John William Mallet (1832–1912)
- Arthur Michael (1853–1942)
- Louis Pasteur (1822–1895)
- William Henry Pickering (1858–1938)
- Johann Friedrich Julius Schmidt (1825–1884)
- Charles Adolphe Wurtz (1817–1884)